# Simfonia núm. 13 (Xostakóvitx)
La simfonia núm. 13 en si bemoll menor, op. 113, subtitulada Babi Iar, és una simfonia per a baix, cor d'homes i orquestra de Dmitri Xostakóvitx va ser acabada el 20 de juliol de 1962 i estrenada a la Sala Gran del Conservatori de Moscou el 18 de desembre de 1962 per l'Orquestra Filharmònica de Moscou i els Cors de l'Institut Gnessin, sota la direcció de Kiríl·l Kondraixin (després que Ievgueni Mravinski renunciés a fer-ho). El baix solista va ser Vitali Gromadski.
Aquesta obra ha estat etiquetada com a cicle de cançons o com a simfonia coral, ja que el compositor es va basar en poemes de Ievgueni Ievtuixenko (un per moviment, fins a un total de cinc) que tracten diversos temes de contingut social i polític, entre els quals destaca el del primer moviment, que dona el títol a la simfonia, i en el qual es denuncia la massacre de Babi Iar perpetrada pels Nazis durant la Segona Guerra Mundial.

## Moviments
1. Babi Iar: Adagio (15–18 minuts)
En aquest moviment, Xostakóvitx i Ievtuixenko parteixen de l'assassinat en massa de jueus obrat pels Nazis a Babi Iar (prop de Kíev) per a denunciar l'antisemitisme en totes les seves formes (el govern soviètic no va aixecar cap monument a Babi Iar, tot i que va esdevenir un lloc de pelegrinatge per als jueus soviètics). Xostakóvitx presenta el poema com una sèrie d'episodis teatrals — l'afer Dreyfus, el pogrom de Bialystok i la història d'Anna Frank — entesos com a interludis al tema principal del poema, donant al moviment l'estructura dramàtica i la imatgeria teatral d'una òpera recorrent a la il·lustració gràfica i al figuralisme.
Per exemple, les burles contra Dreyfus mitjançant cops de paraigües contra els barrots de la presó, es representarien amb les notes del vent-metall.[3]
2. Humor: Allegretto (8–9 minuts)
Xostakóvitx cita la seva versió del poema de Robert Burns "MacPherson abans de la seva execució" per il·lustrar la imatge que Ievtuixenko denúncia de l'esperit de burla, repetidament reprimit i repetidament ressorgit, denunciant els intents inútils dels tirans que intenten aturar-lo.[2] El moviment recorda els burlesque mahlerians, que no són només lleugers o humorístics, sinó també satírics i paròdics.[4] L'energia incontenible de la música il·lustra que, tan sols amb valor i follia, l'humor és incontenible i etern (una idea també present en el poema de Burns).[5] En aquest moviment també se cita irònicament una melodia de la Sonata per dos pianos i percussió de Bartók com a resposta per la crítica de la Simfonia núm. 7.
3. A la Botiga: Adagio (10–13 minuts)
Aquest moviment retrata les dificultats de les dones soviètiques durant la Segona Guerra Mundial. Aquest fet despertava en Xostakóvitx una gran compassió. Escrit en la forma de lament, el cor deixa la línia d'uníson per única vegada en tota la simfonia, acabant en una cadència plagal que funciona de forma molt similar a un amén litúrgic.
4. Pors: Largo (11–13 minuts)
Aquest moviment tracta el tema de la repressió dins de la Unió Soviètica i és el moviment més elaborat musicalment dels cinc que conformen la simfonia, utilitzant una gran varietat d'idees musicals per accentuar el seu missatge, des d'una marxa rabiosa fins a l'alternança d'episodis tous i violents.[6] Són notables els efectes orquestrals que contenen algun dels tocs instrumentals més innovadors del compositor des del seu període Modernista.[2] També s'entreveuen ja algunes pràctiques futures de Xostakóvitx, com una sèrie d'11 notes tocada per la tuba com un motiu de l'obertura. L'ambigüitat harmònica transmet un sentit profund d'angoixa mentre el cor entona les primeres línies del poema: "les pors agonitzen a Rússia." ("Умирают в России страхи.").[3]
5. Carrera: Allegretto (11–13 minuts)
Aquest moviment s'obre amb un duet pastoral de flautes en si bemoll major, donant l'efecte musical del sol després d'una tempesta. És un atac irònic als buròcrates, caricaturitzats per la manera robòtica de tocar de l'orquestra.[5][7] Segueix la línia d'altres finals satírics, recordant especialment el de la Vuitena Simfonia i el Quart i Sisè Quartets de corda.[2] També aposta més que els altres moviments per passatges purament orquestrals.

## Instrumentació
La simfonia requereix un baix solista, cor de baixos, i una orquestra que formada per 3 flautes (3r doblant piccolo), 3 oboès (3r doblant corn anglès), 3 clarinets, (2n doblant  en Mib, 3r doblant clarinet baix), 3 fagots (3r doblant contrafagot), 4 trompes, 3 trompetes, 3 trombons, tuba, timbales, triangle, castanyoles, fuet, caixa xinesa, pandereta, caixa, bombo, plats, campanes, tam-tam, glockenspiel, xilòfon, 2 arpes, celesta, piano, i cordes.

## Visió general

### Fons
L'interès de Xostakóvitx per temes jueus data de 1943, quan va orquestrar l'òpera El violí de Rothschild del jove compositor jueu mort durant la guerra Veniamín Fléixman. Aquesta obra conté característiques que esdevindrien típiques de l'estil jueu de Xostakóvitx — el mode frigi  amb una tercera augmentada i el mode dòric amb una quarta augmentada; i els acompanyaments estàndards de la música klezmer. Després de completar l'òpera, Xostakóvitx va utilitzar aquest modisme jueu en el seu Segon Trio per a piano, incloent-hi un macabre ball jueu en el seu final que pretén reflectir el seu horror davant la notícia de l'Holocaust.
Cap al 1948 Xostakóvitx havia descobert una extensa col·lecció de música popular jueva a Vílnius, Lituània. Aquesta col·lecció es va salvar de la destrucció dels alemanys durant la guerra.
Xostakóvitx és citat sovint sobre les entonacions de la música popular jueva, explicant, "La característica distintiva de la música jueva és l'habilitat de construir una melodia alegre sobre entonacions tristes. Per què un home fa cançons alegres? Perquè està trist en el seu cor."
Entre 1948 i 1952 Xostakóvitx va compondre una sèrie d'obres en les quals els modismes jueus hi tenien una part significativa. Aquestes obres inclouen el Primer Concert per a Violí, el Quart Quartet de corda, el cicle de cançons Sobre Poesia popular jueva, els 24 preludis i fugues i els Quatre Monòlegs en Textos per Puixkin. La composició d'aquestes obres va coincidir amb el virulent antisemitisme estatal que es va viure a Rússia en aquells anys, com a part de la campanya anti-occidental. El discurs oficial era que els jueus havien de ser exclosos de la revolució soviètica perquè tenien una tendència innata per a defensar els postulats occidentals i capitalistes. Els intel·lectuals jueus foren perseguits i les institucions jueves van ser tancades. La música de Xostakóvitx fou, en general, prohibida durant aquest període a causa de la Doctrina Jdànov. Tot i això, petites obres com el Quart Quartet de corda i Sobre poesia popular jueva van esdevenir àmpliament coneguts per molts dels compatriotes del compositor a través d'interpretacions privades a les cases dels músics.
Xostakóvitx retornaria als temes jueus el 1959, incloent-los dins el seu Primer concert per a violoncel, el Vuitè Quartet de Corda, la Tretzena Simfonia i la versió orquestral de Sobre la Poesia Popular jueva. El 1970 també va contribuir en la publicació d'una col·lecció de cançons jueves. La relació entre el tema jueu i les protestes contra el règim soviètic és especialment pronunciada en la Tretzena Simfonia.

Segons el compositor i amic Iedisson Deníssov, Xostakóvitx sempre havia rebutjat l'antisemitisme. I també, segons el musicòleg Solomon Volkov, el compositor hauria dit sobre la massacre de Babi Iar:
...Tant de bo els jueus poguessin viure feliços i en pau a Rússia, on van néixer. Però mai hem d'oblidar els perills de l'antisemitisme i mantenir-ne el record en els nostres semblants, perquè la infecció és viva i qui sap si mai desapareixerà.
És per això que em vaig emocionar quan vaig llegir Babi Iar; el poema em va impactar. Va impactar a milers de persones. Molts havien sentit parlar de Babi Iar, però va caldre el poema de Ievtuixenko per fer-los agafar consciència. Van intentar destruir la memòria de Babi Iar, primer els alemanys i després el govern ucraïnès. Però després del poema de Ievtuixenko no serà mai més oblidat. Aquest és el poder de l'art.
La gent coneixia Babi Iar abans del poema, però ningú en parlava. Quan van llegir el poema, el silenci va ser trencat. L'art destrueix silenci.
El poema Babi Iar de Ievtuixenko va aparèixer a la revista Literaturnaya Gazeta el setembre de 1961 coincidint amb un moment d'auge de la literatura antiestalinista durant la presidència de Nikita Khrusxov.

### Composició
La simfonia es va concebre inicialment com un poema simfònic-vocal d'un sol moviment. Però Xostakóvitx va trobar tres poemes addicionals de Ievtuixenko, que el van portar a expandir l'obra fins a una simfonia coral per complementar el tema del sofriment jueu a Babi Iar amb versos sobre altres abusos soviètics. Ievtuixenko va escriure el text del 4t moviment, "Pors," a petició del compositor. Aquests quatre moviments addicionals van ser completats en sis setmanes, finalitzant la simfonia el 20 de juliol de 1962, durant una estada a l'hospital. Havent rebut l'alta aquell dia, el compositor va agafar el tren de nit a Kíiv per mostrar la partitura al baix Boris Gmiyirya, un artista especialment admirat per Xostakóvitx i que volia que cantés la part solista de l'obra. D'allà va anar a Leningrad per donar la partitura al director Ievgueni Mravinski.

Yevtushenko recordaria que en sentir el compositor tocar i cantar la simfonia completa per a ell que: 
... Vaig quedar impactat, especialment per la seva elecció de poemes tan aparentment desaparellats. Mai se m'hauria ocorregut que podrien ser units d'aquella manera. En el meu llibre [L'Ona d'una Mà] no els vaig posar a prop l'un de l'altre. Però aquí l'alegre, juvenil, anti-burocràtic "Carrera" i el poema "Humor" ple de línies despreocupades, eren enllaçats amb el melancòlic i gràfic poema sobre les dones russes cansades de fer cua en una botiga. Llavors venia "Les pors agonitzen a Rússia." Xostakóvitx el va interpretar a la seva manera, donant-li una profunditat que el poema no tenia... Connectant tots aquests poemes d'aquesta manera, Xostakóvitx em va canviar completament com a poeta.
Yevtushenko també va dir, sobre l'enquadrament del compositor de Babi Iar que "si jo hagués estat capaç d'escriure música l'hauria escrit exactament a la manera de Xostakóvitx... La seva música va fer el poema més gran, més significatiu i potent. En una paraula, esdevingué un poema molt millor."

### Creixent controvèrsia
Quan es completava el primer moviment el 27 de març de 1962, Yevtushenko ja era víctima d'una campanya de crítica pel seu posicionament polític. El govern de Khrusxov va promoure una campanya de descrèdit, acusant el poeta de col·locar el sofriment de les persones jueves damunt del dels russos. La Intel·liguèntsia el considerava un moralista. Xostakóvich va defensar el poeta en una carta datada el 26 octubre de 1965, al seu alumne Boris Tishchenko:
Sobre quina poesia és o no "moralista", no ho vaig entendre. Per què, com tu dius, no és "entre els millors." La moralitat és la germana bessona de la consciència. I perquè Ievtuixenko escriu sobre consciència, Déu li concedeix el millor. Cada matí, en comptes d'oracions de matí, rellegeixo - bé, recito de memòria - dos poemes de Yevtushenko, "Botes" i "Una Carrera." "Botes" és consciència. "Una Carrera" és moralitat. Hom no hauria de ser privat de consciència. Perdre la consciència és perdre-ho tot.
Pel Partit, interpretar textos crítics en un concert públic amb un fons simfònic tenia potencialment molt més impacte que senzillament llegir els mateixos textos a casa en privat. No fou cap sorpresa, doncs, que Khrusxov critiqués l'obra ja abans que fos estrenada i intentés aturar l'actuació.
A mitjans d'agost de 1962, el cantant Boris Gmiria es va retirar de l'estrena sota pressió del Comitè de Partit local. En una carta al compositor, renunciava a la feina a causa del "text dubtós". El director Ievgueni Mravinski va seguir el mateix camí, tot i que es va disculpar per raons no polítiques. Xostakóvitx, llavors, va demanar a Kirill Kondraixin que dirigís l'obra i va aconseguir el compromís de dos cantants; Victor Nechipailo per l'estrena, i Vitaly Gromadsky com a substitut en cas necessari. Nechipailo va ser forçat a abandonar a l'últim minut per substituir al Teatre Bolxoi un cantant que "havia rebut l'ordre de posar-se malalt" en una actuació de del Don Carlo de Verdi, segons s'explica a l'autobiografia de Galina Vixnévskaia: Una Història russa. Kondraixin fou també convidat a renunciar, però va aconseguir rebutjar-la. Tot i això va seguir rebent pressions per no interpretar el primer moviment.

### Estrena
Les interferències oficials es van repetir durant tot el dia del concert. Les càmeres que inicialment havien de televisar l'obra foren sorollosament desmantellades. El cor sencer fou amenaçat per marxar i només un desesperat discurs de Ievtuixenko els va fer mantenir a lloc. Finalment l'estrena es va portar a terme amb la llotja governamental buida, però el teatre ple. La simfonia va rebre una ovació enorme. Kondraixin recorda que "Al final del primer moviment el públic va començar a aplaudir i cridar histèricament. L'atmosfera era molt tensa i vaig agitar els braços per a calmar-los. Vam començar el segon moviment immediatament, per tal de no posar el compositor en una situació incòmoda." L'escultor Ernst Neizvestny, que hi era present, va dir, "va ser molt important! Hi havia la sensació que passava alguna cosa increïble. La part interessant va ser quan la simfonia es va acabar, no hi va haver cap aplaudiment al principi, només una pausa inusualment llarga. —tan llarga que fins i tot vaig creure que podria ser alguna mena de conspiració. Però llavors el públic va esclatar en un aplaudiment salvatge irromput amb crits de Bravo!.

### Simfonia coral o cantata simfònica?
Escrita per a baríton, orquestra i cor d'homes, la simfonia podria ser considerada una cantata simfònica o un cicle de cançons orquestral més que una simfonia coral. La música, tot i tenir una vida i lògica pròpies, queda molt lligada als textos. El cor, utilitzat coherentment en uníson, sovint crea la impressió d'un recitatiu coral, mentre que els passatges del baríton solista creen una impressió similar a un "discurs-cançó." Tanmateix, Xostakóvitx proporciona un marc simfònic sòlid per l'obra - un moviment d'obertura fortament dramàtic, un scherzo, dos moviments lents i un finale; plenament justificant l'obra com a simfonia.

## Enregistraments
- Vitali Gromadsky, baix; Homes de l'Estat Republicà i Gnessin Cors d'Institut i Orquestra Filharmònica de Moscou conduïda per Kirill Kondrashin, enregistrat en directe en la 2a actuació, el 20 de desembre de 1962 (amb text original), publicat el 1993 per Disc rus. Reestrenat 2014 per Praga Digital.
- Vitaly Gromadsky, baix; Moscou Philharmonic i Cor Mascle; Kiril Kondrashin; enregistrament de Sep 1965 (revised versió de text); Everest LP va alliberar Nov 1967; remastered a CD per Clàssics Essencials 2011 Historic l'enregistrament va assolir 9 en Billboard EUA Gràfic Clàssic.
- Artur Eisen, baix; Homes del Cor Estatal Republicà conduït per Alexander Yurlov i Moscou Philharmonic l'orquestra conduïda per Kirill Kondrashin en Melodiya, va enregistrar dins 1965 o 1971 (revised versió de text) i va alliberar 1972.
- Sergei Leiferkus, baríton; Yevgeny Yevtushenko, reciter; Homes de la Nova York Nova York i Arts Corals Philharmonic conduït per Kurt Masur en Teldec (actuació viva de 1993)
- Marius Rintzler, baix; Homes del Cor del Reial Concertgebouw Orquestra i Reial Concertgebouw l'orquestra conduïda per Bernard Haitink en Decca Rècords, va enregistrar 1984
- Nicola Ghiuselev, baix; Homes de la Societat d'Arts Coral de Washington i Orquestra de Simfonia Nacional conduïda per Mstislav Rostropóvitx en Teldec
- Sergei Koptchak, baix; Nikikai Grup de Cor i Orquestra de Simfonia del NHK conduïda per Vladimir Ashkenazy en Decca Rècords (actuació viva
- Sergei Aleksashkin, baix; Chor des Bayerischen Rundfunks i Symphonieorchester des Bayerischen Rundfunks conduït per Mariss Jansons en Clàssics d'EMI, va enregistrar dins 2005
- Tom Krause (baix-baríton), Filadèlfia Mendelssohn Club Cor Mascle, Orquestra de Filadèlfia conduïda per Eugene Ormandy. SB de RCA6830, va enregistrar gener 1970.
- Alexander Vinogradov (baix), Huddersfield Societat Coral, @Liverpool #Reial Philharmonic Cor, @Liverpool #Reial Philharmonic l'orquestra conduïda per Vasily Petrenko. Naxos: 8.573218, va enregistrar 2013
- Nikita Storojev, baix; Homes del Cor de CBSO, Ciutat de Birmingham Cor, Universitat de Warwick Cor, Ciutat de Birmingham Orquestra de Simfonia conduïda per Okko Kamu. Chandos 8540 (ABRD de LP 1248), va enregistrar gener 1987.
- Anatoli Safiulin, baix; Cor Mascle del Yurlov Cor rus Acadèmic Estatal i Ministeri d'URSS d'Orquestra de Simfonia de la Cultura - Simfonia Estatal Capella de Rússia dirigida per Guennadi Rojdéstvenski.